# One Light (singel Kalafiny)
„One Light” – osiemnasty singel zespołu Kalafina, wydany 12 sierpnia 2015 roku przez wytwórnię Sony Music Entertainment Japan. Singel został wydany w pięciu wersjach: limitowanej CD+DVD (Type-A), limitowanej CD+Blu-ray (Type-B), regularnej CD, anime CD+DVD oraz w edycji analogowej.
Tytułowy utwór został wykorzystany jako ending anime Arslan senki. Singel osiągnął 10 pozycję w rankingu Oricon i pozostał na liście przez 3 tygodnie, sprzedano 11 708 egzemplarzy.

## Lista utworów
Wszystkie utwory zostały skomponowane i napisane przez Yuki Kajiurę.
| CD                            | |      |
| Nr                            | Tytuł | Czas |
| 1.                            | "One Light" |      |
| 2.                            | "Mahiru" (jap. 真昼)                                                                                               |      |
| 3.                            | "Samidare ga sugita koro ni" (jap. 五月雨が過ぎた頃に)                                                             |      |
| 4.                            | "One Light ~instrumental~"                                                                                         |      |
| DVD/Blu-ray (wer. limitowana) | |      |
| Nr                            | Tytuł | Czas |
| 1.                            | "One Light" (Music Clip)                                                                                           |      |
| Anime CD                      | |      |
| Nr                            | Tytuł | Czas |
| 1.                            | "One Light" |      |
| 2.                            | "Mahiru" (jap. 真昼)                                                                                               |      |
| 3.                            | "Samidare ga sugita koro ni" (jap. 五月雨が過ぎた頃に)                                                             |      |
| 4.                            | "One Light ~TV size~"                                                                                              |      |
| DVD (wer. anime)              | |      |
| Nr                            | Tytuł | Czas |
| 1.                            | "TV Anime "Arslan senki" Non-Credit Ending Eizō" (jap. TVアニメ「アルスラーン戦記」ノンクレジットエンディング映像) |      |